# Vuelta a Aragón 2018
La 43.ª edición del Vuelta a Aragón se celebró en España entre el 11 y el 13 de mayo de 2018 con inicio en la ciudad de Teruel y final en Cerler en la comunidad autónoma de Aragón. El recorrido consistió de un total de 3 etapas sobre una distancia total de 500,6 km.
La prueba forma parte del UCI Europe Tour 2018 dentro de la categoría 2.1 y fue ganada por el ciclista español Jaime Rosón del equipo Movistar. El podio lo completaron los también españoles Javier Moreno del equipo Delko Marseille Provence KTM y Mikel Bizkarra del equipo Euskadi Basque Country-Murias.
En febrero de 2019, la UCI sancionó a Jaime Rosón por dopaje haciéndole perder su victoria final, siendo Javier Moreno el vencedor final.

## Equipos participantes
Tomaron parte en la carrera 21 equipos: 1 de categoría UCI WorldTeam; 11 de categoría Profesional Continental; y 9 de categoría Continental. Formando así un pelotón de 147 ciclistas de los que terminaron 124. Los equipos participantes fueron:
| WorldTeam- Movistar Team Equipos continentales profesionales (11)- Androni Giocattoli-Sidermec - Burgos-BH - Caja Rural-Seguros RGA - Delko-Marseille Provence-KTM - Direct Énergie - Euskadi Basque Country-Murias - Gazprom-RusVelo - Israel Cycling Academy - Manzana Postobón - Team Novo Nordisk - Vital Concept Equipos continentales (9)- Coldeportes Zenú - Fundación Euskadi - Inteja Dominican Cycling Team - Interpro Stradalli - Liberty Seguros-Carglass - Lokosphinx - Polartec-Kometa - Sporting-Tavira - Team Ukyo |
| |

## Recorrido
La Vuelta a Aragón dispuso de 3 etapas con un recorrido total de 500,6 km.
| Etapa     | Fecha     | Recorrido                  | type             | Distancia (km) | Ganador          | Líder          |
| --------- | --------- | -------------------------- | ---------------- | -------------- | ---------------- | -------------- |
| 1.ª etapa | 11 de may | Teruel – Caspe             | etapa escarpada  | 180            | Jon Aberasturi   | Jon Aberasturi |
| 2.ª etapa | 12 de may | Huesca – Zaragoza          | etapa escarpada  | 194            | Matteo Malucelli | Jon Aberasturi |
| 3.ª etapa | 13 de may | Sabiñánigo – Aramón Cerler | etapa de montaña | 126,6          | Mikel Bizkarra   | Jaime Rosón    |

## Desarrollo de la carrera

### 1.ª etapa
| Teruel - Caspe | etapa escarpada | (180 km) |

| \| Clasificación de la etapa \| Clasificación de la etapa \| Clasificación de la etapa \| Clasificación de la etapa \| Clasificación de la etapa \| \| Ciclista \| Ciclista \| Equipo \| Tiempo \| \| \| ------------------------- \| ------------------------- \| ----------------------------- \| ------------------------- \| ------------------------- \| \| 1.º \| Jon Aberasturi \| Euskadi-Murias \| 4 h 06 min 52 s \| \| \| 2.º \| Carlos Barbero \| Movistar Team \| + 1 s \| \| \| 3.º \| Garikoitz Bravo \| Euskadi-Murias \| + 1 s \| \| \| 4.º \| Dennis van Winden \| Israel Cycling Academy \| + 1 s \| \| \| 5.º \| Benjamín Prades \| Team Ukyo \| + 1 s \| \| \| 6.º \| Diego Milán \| Inteja-Dominican cycling team \| + 1 s \| \| \| 7.º \| Jesús Ezquerra \| Burgos-BH \| + 1 s \| \| \| 8.º \| Matteo Moschetti \| Polartec-Kometa \| + 1 s \| \| \| 9.º \| Kévin Réza \| Vital Concept \| + 1 s \| \| \| 10.º \| Delio Fernández \| Delko-Marseille Provence-KTM \| + 1 s \| \| |                   |                               |                 |
| |                   |                               |                 |
| |                   |                               |                 |
| Clasificación de la etapa |                   |                               |                 |
| Ciclista | Ciclista          | Equipo                        | Tiempo          |
| 1.º | Jon Aberasturi    | Euskadi-Murias                | 4 h 06 min 52 s |
| 2.º | Carlos Barbero    | Movistar Team                 | + 1 s           |
| 3.º | Garikoitz Bravo   | Euskadi-Murias                | + 1 s           |
| 4.º | Dennis van Winden | Israel Cycling Academy        | + 1 s           |
| 5.º | Benjamín Prades   | Team Ukyo                     | + 1 s           |
| 6.º | Diego Milán       | Inteja-Dominican cycling team | + 1 s           |
| 7.º | Jesús Ezquerra    | Burgos-BH                     | + 1 s           |
| 8.º | Matteo Moschetti  | Polartec-Kometa               | + 1 s           |
| 9.º | Kévin Réza        | Vital Concept                 | + 1 s           |
| 10.º | Delio Fernández   | Delko-Marseille Provence-KTM  | + 1 s           |

| \| Clasificación general \| Clasificación general \| Clasificación general \| Clasificación general \| Clasificación general \| \| Ciclista \| Ciclista \| Equipo \| Tiempo \| \| \| --------------------- \| --------------------- \| ----------------------------- \| --------------------- \| --------------------- \| \| 1.º \| Jon Aberasturi \| Euskadi-Murias \| 4 h 06 min 42 s \| \| \| 2.º \| Carlos Barbero \| Movistar Team \| + 5 s \| \| \| 3.º \| Garikoitz Bravo \| Euskadi-Murias \| + 7 s \| \| \| 4.º \| Dennis van Winden \| Israel Cycling Academy \| + 11 s \| \| \| 5.º \| Benjamín Prades \| Team Ukyo \| + 11 s \| \| \| 6.º \| Diego Milán \| Inteja-Dominican cycling team \| + 11 s \| \| \| 7.º \| Jesús Ezquerra \| Burgos-BH \| + 11 s \| \| \| 8.º \| Matteo Moschetti \| Polartec-Kometa \| + 11 s \| \| \| 9.º \| Kévin Réza \| Vital Concept \| + 11 s \| \| \| 10.º \| Delio Fernández \| Delko-Marseille Provence-KTM \| + 11 s \| \| |                   |                               |                 |
| |                   |                               |                 |
| |                   |                               |                 |
| Clasificación general |                   |                               |                 |
| Ciclista | Ciclista          | Equipo                        | Tiempo          |
| 1.º | Jon Aberasturi    | Euskadi-Murias                | 4 h 06 min 42 s |
| 2.º | Carlos Barbero    | Movistar Team                 | + 5 s           |
| 3.º | Garikoitz Bravo   | Euskadi-Murias                | + 7 s           |
| 4.º | Dennis van Winden | Israel Cycling Academy        | + 11 s          |
| 5.º | Benjamín Prades   | Team Ukyo                     | + 11 s          |
| 6.º | Diego Milán       | Inteja-Dominican cycling team | + 11 s          |
| 7.º | Jesús Ezquerra    | Burgos-BH                     | + 11 s          |
| 8.º | Matteo Moschetti  | Polartec-Kometa               | + 11 s          |
| 9.º | Kévin Réza        | Vital Concept                 | + 11 s          |
| 10.º | Delio Fernández   | Delko-Marseille Provence-KTM  | + 11 s          |

### 2.ª etapa
| Huesca - Zaragoza | etapa escarpada | (194 km) |

| \| Clasificación de la etapa \| Clasificación de la etapa \| Clasificación de la etapa \| Clasificación de la etapa \| Clasificación de la etapa \| \| Ciclista \| Ciclista \| Equipo \| Tiempo \| \| \| ------------------------- \| ------------------------- \| ---------------------------- \| ------------------------- \| ------------------------- \| \| 1.º \| Matteo Malucelli \| Androni Giocattoli-Sidermec \| 4 h 27 min 37 s \| \| \| 2.º \| Sondre Enger \| Israel Cycling Academy \| + 0 s \| \| \| 3.º \| Jon Aberasturi \| Euskadi-Murias \| + 0 s \| \| \| 4.º \| Dennis van Winden \| Israel Cycling Academy \| + 0 s \| \| \| 5.º \| Brenton Jones \| Delko-Marseille Provence-KTM \| + 0 s \| \| \| 6.º \| Kévin Réza \| Vital Concept \| + 0 s \| \| \| 7.º \| Carlos Barbero \| Movistar Team \| + 0 s \| \| \| 8.º \| Sylvain Chavanel \| Direct Énergie \| + 3 s \| \| \| 9.º \| Rein Taaramäe \| Direct Énergie \| + 3 s \| \| \| 10.º \| Marc Soler \| Movistar Team \| + 3 s \| \| |                   |                              |                 |
| |                   |                              |                 |
| |                   |                              |                 |
| Clasificación de la etapa |                   |                              |                 |
| Ciclista | Ciclista          | Equipo                       | Tiempo          |
| 1.º | Matteo Malucelli  | Androni Giocattoli-Sidermec  | 4 h 27 min 37 s |
| 2.º | Sondre Enger      | Israel Cycling Academy       | + 0 s           |
| 3.º | Jon Aberasturi    | Euskadi-Murias               | + 0 s           |
| 4.º | Dennis van Winden | Israel Cycling Academy       | + 0 s           |
| 5.º | Brenton Jones     | Delko-Marseille Provence-KTM | + 0 s           |
| 6.º | Kévin Réza        | Vital Concept                | + 0 s           |
| 7.º | Carlos Barbero    | Movistar Team                | + 0 s           |
| 8.º | Sylvain Chavanel  | Direct Énergie               | + 3 s           |
| 9.º | Rein Taaramäe     | Direct Énergie               | + 3 s           |
| 10.º | Marc Soler        | Movistar Team                | + 3 s           |

| \| Clasificación general \| Clasificación general \| Clasificación general \| Clasificación general \| Clasificación general \| \| Ciclista \| Ciclista \| Equipo \| Tiempo \| \| \| --------------------- \| --------------------- \| ---------------------------- \| --------------------- \| --------------------- \| \| 1.º \| Jon Aberasturi \| Euskadi-Murias \| 8 h 34 min 15 s \| \| \| 2.º \| Carlos Barbero \| Movistar Team \| + 9 s \| \| \| 3.º \| Kévin Réza \| Vital Concept \| + 15 s \| \| \| 4.º \| Rein Taaramäe \| Direct Énergie \| + 18 s \| \| \| 5.º \| Javi Moreno Bazán \| Delko-Marseille Provence-KTM \| + 18 s \| \| \| 6.º \| Marc Soler \| Movistar Team \| + 18 s \| \| \| 7.º \| Dennis van Winden \| Israel Cycling Academy \| + 26 s \| \| \| 8.º \| Héctor Carretero \| Movistar Team \| + 26 s \| \| \| 9.º \| Alejandro Marque \| Sporting-Tavira \| + 27 s \| \| \| 10.º \| Omer Goldstein \| Israel Cycling Academy \| + 31 s \| \| |                   |                              |                 |
| |                   |                              |                 |
| |                   |                              |                 |
| Clasificación general |                   |                              |                 |
| Ciclista | Ciclista          | Equipo                       | Tiempo          |
| 1.º | Jon Aberasturi    | Euskadi-Murias               | 8 h 34 min 15 s |
| 2.º | Carlos Barbero    | Movistar Team                | + 9 s           |
| 3.º | Kévin Réza        | Vital Concept                | + 15 s          |
| 4.º | Rein Taaramäe     | Direct Énergie               | + 18 s          |
| 5.º | Javi Moreno Bazán | Delko-Marseille Provence-KTM | + 18 s          |
| 6.º | Marc Soler        | Movistar Team                | + 18 s          |
| 7.º | Dennis van Winden | Israel Cycling Academy       | + 26 s          |
| 8.º | Héctor Carretero  | Movistar Team                | + 26 s          |
| 9.º | Alejandro Marque  | Sporting-Tavira              | + 27 s          |
| 10.º | Omer Goldstein    | Israel Cycling Academy       | + 31 s          |

### 3.ª etapa
| Sabiñánigo - Aramón Cerler | etapa de montaña | (126,6 km) |

| \| Clasificación de la etapa \| Clasificación de la etapa \| Clasificación de la etapa \| Clasificación de la etapa \| Clasificación de la etapa \| \| Ciclista \| Ciclista \| Equipo \| Tiempo \| \| \| ------------------------- \| ------------------------- \| ---------------------------- \| ------------------------- \| ------------------------- \| \| 1.º \| Mikel Bizkarra \| Euskadi-Murias \| 3 h 16 min 15 s \| \| \| 2.º \| Garikoitz Bravo \| Euskadi-Murias \| + 15 s \| \| \| 3.º \| Javi Moreno Bazán \| Delko-Marseille Provence-KTM \| + 15 s \| \| \| 4.º \| Rein Taaramäe \| Direct Énergie \| + 19 s \| \| \| 5.º \| Hernán Aguirre \| Manzana Postobón \| + 24 s \| \| \| 6.º \| Marc Soler \| Movistar Team \| + 29 s \| \| \| 7.º \| Alexandr Yevtushenko \| Lokosphinx \| + 32 s \| \| \| 8.º \| Frederico Figueiredo \| Sporting-Tavira \| + 32 s \| \| \| 9.º \| Daniel Whitehouse \| Interpro Stradalli \| + 35 s \| \| \| 10.º \| Óscar Cabedo \| Burgos-BH \| + 36 s \| \| |                      |                              |                 |
| |                      |                              |                 |
| |                      |                              |                 |
| Clasificación de la etapa |                      |                              |                 |
| Ciclista | Ciclista             | Equipo                       | Tiempo          |
| 1.º | Mikel Bizkarra       | Euskadi-Murias               | 3 h 16 min 15 s |
| 2.º | Garikoitz Bravo      | Euskadi-Murias               | + 15 s          |
| 3.º | Javi Moreno Bazán    | Delko-Marseille Provence-KTM | + 15 s          |
| 4.º | Rein Taaramäe        | Direct Énergie               | + 19 s          |
| 5.º | Hernán Aguirre       | Manzana Postobón             | + 24 s          |
| 6.º | Marc Soler           | Movistar Team                | + 29 s          |
| 7.º | Alexandr Yevtushenko | Lokosphinx                   | + 32 s          |
| 8.º | Frederico Figueiredo | Sporting-Tavira              | + 32 s          |
| 9.º | Daniel Whitehouse    | Interpro Stradalli           | + 35 s          |
| 10.º | Óscar Cabedo         | Burgos-BH                    | + 36 s          |

## Clasificaciones finales
Las clasificaciones finalizaron de la siguiente forma:

### Clasificación general
| \| Clasificación general \| Clasificación general \| Clasificación general \| Clasificación general \| Clasificación general \| \| Ciclista \| Ciclista \| Equipo \| Tiempo \| \| \| --------------------- \| --------------------- \| ---------------------------- \| --------------------- \| --------------------- \| \| 1.º \| Javi Moreno Bazán \| Delko-Marseille Provence-KTM \| 11 h 51 min 03 s \| \| \| 2.º \| Mikel Bizkarra \| Euskadi-Murias \| + 2 s \| \| \| 3.º \| Rein Taaramäe \| Direct Énergie \| + 4 s \| \| \| 4.º \| Garikoitz Bravo \| Euskadi-Murias \| + 8 s \| \| \| 5.º \| Marc Soler \| Movistar Team \| + 14 s \| \| \| 6.º \| Frederico Figueiredo \| Sporting-Tavira \| + 35 s \| \| \| 7.º \| Ángel Madrazo \| Delko-Marseille Provence-KTM \| + 36 s \| \| \| 8.º \| Hernán Aguirre \| Manzana Postobón \| + 36 s \| \| \| 9.º \| Sergio Pardilla \| Caja Rural-Seguros RGA \| + 46 s \| \| \| 10.º \| Alexandr Yevtushenko \| Lokosphinx \| + 48 s \| \| |                      |                              |                  |
| |                      |                              |                  |
| Fuente: ProCyclingStats |                      |                              |                  |
| Clasificación general |                      |                              |                  |
| Ciclista | Ciclista             | Equipo                       | Tiempo           |
| 1.º | Javi Moreno Bazán    | Delko-Marseille Provence-KTM | 11 h 51 min 03 s |
| 2.º | Mikel Bizkarra       | Euskadi-Murias               | + 2 s            |
| 3.º | Rein Taaramäe        | Direct Énergie               | + 4 s            |
| 4.º | Garikoitz Bravo      | Euskadi-Murias               | + 8 s            |
| 5.º | Marc Soler           | Movistar Team                | + 14 s           |
| 6.º | Frederico Figueiredo | Sporting-Tavira              | + 35 s           |
| 7.º | Ángel Madrazo        | Delko-Marseille Provence-KTM | + 36 s           |
| 8.º | Hernán Aguirre       | Manzana Postobón             | + 36 s           |
| 9.º | Sergio Pardilla      | Caja Rural-Seguros RGA       | + 46 s           |
| 10.º | Alexandr Yevtushenko | Lokosphinx                   | + 48 s           |

### Clasificación de la montaña
| Clasificación de la montaña | Clasificación de la montaña | Clasificación de la montaña   | Clasificación de la montaña | Clasificación de la montaña |
| Ciclista                    | Ciclista                    | Equipo                        | Puntos                      |                             |
| --------------------------- | --------------------------- | ----------------------------- | --------------------------- | --------------------------- |
| 1.º                         | Mikel Bizkarra              | Euskadi-Murias                | 10 pts                      |                             |
| 2.º                         | Garikoitz Bravo             | Euskadi-Murias                | 9 pts                       |                             |
| 3.º                         | Gotzon Martín               | Fundación Euskadi             | 5 pts                       |                             |
| 4.º                         | Javi Moreno Bazán           | Delko-Marseille Provence-KTM  | 4 pts                       |                             |
| 5.º                         | Perrig Quéméneur            | Direct Énergie                | 3 pts                       |                             |
| 6.º                         | David Lozano Riba           | Team Novo Nordisk             | 3 pts                       |                             |
| 7.º                         | Jon Aberasturi              | Euskadi-Murias                | 3 pts                       |                             |
| 8.º                         | Paco Mancebo                | Inteja-Dominican cycling team | 3 pts                       |                             |
| 9.º                         | Jorge Cubero                | Burgos-BH                     | 3 pts                       |                             |
| 10.º                        | Rein Taaramäe               | Direct Énergie                | 2 pts                       |                             |

### Clasificación de los sprints (metas volantes)
| Clasificación de las metas volantes | Clasificación de las metas volantes | Clasificación de las metas volantes | Clasificación de las metas volantes | Clasificación de las metas volantes |
| Ciclista                            | Ciclista                            | Equipo                              | Puntos                              |                                     |
| ----------------------------------- | ----------------------------------- | ----------------------------------- | ----------------------------------- | ----------------------------------- |
| 1.º                                 | Alex Cano                           | Coldeportes-Zenú                    | 9 pts                               |                                     |
| 2.º                                 | Ángel Madrazo                       | Delko-Marseille Provence-KTM        | 3 pts                               |                                     |
| 3.º                                 | Jesús Ezquerra                      | Burgos-BH                           | 3 pts                               |                                     |
| 4.º                                 | Johan Colón                         | Coldeportes-Zenú                    | 3 pts                               |                                     |
| 5.º                                 | Jorge Cubero                        | Burgos-BH                           | 3 pts                               |                                     |
| 6.º                                 | Gatis Smukulis                      | Delko-Marseille Provence-KTM        | 3 pts                               |                                     |
| 7.º                                 | Sylvain Chavanel                    | Direct Énergie                      | 2 pts                               |                                     |
| 8.º                                 | David Lozano Riba                   | Team Novo Nordisk                   | 2 pts                               |                                     |
| 9.º                                 | Diego Milán                         | Inteja-Dominican cycling team       | 2 pts                               |                                     |
| 10.º                                | Gotzon Martín                       | Fundación Euskadi                   | 2 pts                               |                                     |

### Clasificación del mejor joven
| Clasificación del mejor joven | Clasificación del mejor joven | Clasificación del mejor joven | Clasificación del mejor joven | Clasificación del mejor joven |
| Ciclista                      | Ciclista                      | Equipo                        | Tiempo                        |                               |
| ----------------------------- | ----------------------------- | ----------------------------- | ----------------------------- | ----------------------------- |
| 1.º                           | Hernán Aguirre                | Manzana Postobón              | 11 h 51 min 39 s              |                               |
| 2.º                           | Germán Chaves                 | Coldeportes-Zenú              | + 19 s                        |                               |
| 3.º                           | Daniel Whitehouse             | Interpro Stradalli            | + 22 s                        |                               |
| 4.º                           | Ibai Azurmendi                | Fundación Euskadi             | + 49 s                        |                               |
| 5.º                           | Txomin Juaristi               | Fundación Euskadi             | + 49 s                        |                               |
| 6.º                           | Jhojan García                 | Manzana Postobón              | + 1 min 09 s                  |                               |
| 7.º                           | Sergio Samitier               | Euskadi-Murias                | + 1 min 17 s                  |                               |
| 8.º                           | Michel Ries                   | Polartec-Kometa               | + 1 min 46 s                  |                               |
| 9.º                           | Kevin Inkelaar                | Polartec-Kometa               | + 2 min 41 s                  |                               |
| 10.º                          | Lucas De Rossi                | Delko-Marseille Provence-KTM  | + 2 min 49 s                  |                               |

### Clasificación por equipos
| Clasificación por equipos | Clasificación por equipos     | Clasificación por equipos | Clasificación por equipos |
| Equipo                    | Equipo                        | Tiempo                    |                           |
| ------------------------- | ----------------------------- | ------------------------- | ------------------------- |
| 1.º                       | Euskadi Basque Country-Murias | 35 h 34 min 57 s          |                           |
| 2.º                       | Delko-Marseille Provence-KTM  | + 44 s                    |                           |
| 3.º                       | Burgos-BH                     | + 1 min 01 s              |                           |
| 4.º                       | Sporting-Tavira               | + 1 min 02 s              |                           |
| 5.º                       | Manzana Postobón              | + 1 min 03 s              |                           |
| 6.º                       | Movistar Team                 | + 2 min 44 s              |                           |
| 7.º                       | Coldeportes Zenú              | + 3 min 04 s              |                           |
| 8.º                       | Caja Rural-Seguros RGA        | + 3 min 33 s              |                           |
| 9.º                       | Fundación Euskadi             | + 4 min 36 s              |                           |
| 10.º                      | Interpro Stradalli            | + 6 min 36 s              |                           |

## Evolución de las clasificaciones
| Etapa                   | Vencedor                | Clasificación general         | Clasificación de la montaña | Clasificación de los sprints | Clasificación de los jóvenes | Clasificación de la regularidad | Clasificación por equipos     | Clasificación del mejor aragonés |
| ----------------------- | ----------------------- | ----------------------------- | --------------------------- | ---------------------------- | ---------------------------- | ------------------------------- | ----------------------------- | -------------------------------- |
| 1.ª                     | Jon Aberasturi          | Jon Aberasturi                | Jon Aberasturi              | Álex Cano                    | Matteo Moschetti             | Jon Aberasturi                  | Movistar                      | Jorge Arcas                      |
| 2.ª                     | Matteo Malucelli        | Jon Aberasturi                | Jon Aberasturi              | Álex Cano                    | Héctor Carretero             | Jon Aberasturi                  | Movistar                      | Jorge Arcas                      |
| 3.ª                     | Mikel Bizkarra          | Jaime Rosón Javi Moreno Bazán | Mikel Bizkarra              | Álex Cano                    | Hernán Aguirre               | Jon Aberasturi                  | Euskadi Basque Country-Murias | Sergio Samitier                  |
| Clasificaciones finales | Clasificaciones finales | Jaime Rosón Javi Moreno Bazán | Mikel Bizkarra              | Álex Cano                    | Hernán Aguirre               | Jon Aberasturi                  | Euskadi Basque Country-Murias | Sergio Samitier                  |

## UCI World Ranking
El Vuelta a Aragón otorga puntos para el UCI Europe Tour 2018 y el UCI World Ranking, este último para corredores de los equipos en las categorías UCI WorldTeam, Profesional Continental y Equipos Continentales. Las siguientes tablas muestran el baremo de puntuación y los 10 corredores que obtuvieron más puntos:
| Posición              | 1.º | 2.º | 3.º | 4.º | 5.º | 6.º | 7.º | 8.º | 9.º | 10.º | 11.º | 12.º | 13.º-15.º | 16.º-25.º |
| Clasificación general | 125 | 85  | 70  | 60  | 50  | 40  | 35  | 30  | 25  | 20   | 15   | 10   | 5         | 3         |
| Por etapa             | 14  | 5   | 3   |     |     |     |     |     |     |      |      |      |           |           |
| Líder                 | 3   |     |     |     |     |     |     |     |     |      |      |      |           |           |

| Clasificación | Clasificación        | Clasificación                 | Clasificación | Clasificación | Clasificación | Clasificación |
| Posición      | Ciclista             | Equipo                        | General       | Etapa         | Líder         | Total         |
| ------------- | -------------------- | ----------------------------- | ------------- | ------------- | ------------- | ------------- |
| 1.º           | Jaime Rosón          | Movistar                      | 125           | 3             | -             | 128           |
| 2.º           | Javier Moreno        | Delko Marseille Provence KTM  | 85            | -             | -             | 85            |
| 3.º           | Mikel Bizkarra       | Euskadi Basque Country-Murias | 70            | 14            | -             | 84            |
| 4.º           | Rein Taaramäe        | Direct Énergie                | 60            | -             | -             | 60            |
| 5.º           | Garikoitz Bravo      | Euskadi Basque Country-Murias | 50            | 8             | -             | 58            |
| 6.º           | Marc Soler           | Movistar                      | 40            | -             | -             | 40            |
| 7.º           | Frederico Figueiredo | Sporting-Tavira               | 35            | -             | -             | 35            |
| 8.º           | Ángel Madrazo        | Delko Marseille Provence KTM  | 30            | -             | -             | 30            |
| 9.º           | Hernán Aguirre       | Manzana Postobón              | 25            | -             | -             | 25            |
| 10.º          | Jon Aberasturi       | Euskadi Basque Country-Murias | -             | 17            | 6             | 23            |